# Bridge of Couttie
Die Couttie Bridge ist eine Straßenbrücke nahe der schottischen Ortschaft Coupar Angus in der Council Area Perth and Kinross. 1981 wurde die im Jahre 1766 errichtete Bogenbrücke in die schottischen Denkmallisten in der Denkmalkategorie B aufgenommen. Die von Dunkeld nach Dundee führende A923 quert den Isla auf der Couttie Bridge.

## Beschreibung

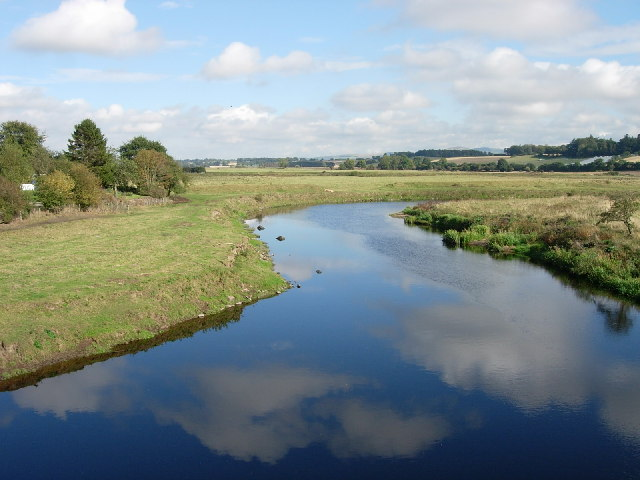
Blick von der Couttie Bridge flussaufwärts

Der Mauerwerksviadukt überspannt den Isla rund 600 Meter nordwestlich von Coupar Angus rund fünf Kilometer abwärts der Mündung des Ericht. Der Fluss mäandriert auf diesem Abschnitt stark. Die Bogenbrücke ist mit fünf ausgemauerten Segmentbögen ausgeführt, von denen die äußeren Bögen Vorlandbögen sind.
Im Laufe des 19. Jahrhunderts wurde die Couttie Bridge erweitert. Dies geschah durch den bündigen Vorbau einer zweiten Brücke und anschließendem Aufsetzen eines gemeinsamen Brückendecks. Die neuen Bögen wurden jedoch nicht analog den älteren dimensioniert, sondern mit etwas flacheren Scheiteln und schlankeren Pfeilerprofilen.
300 Meter flussabwärts überspannte einst der Isla Viaduct den Fluss. Es handelte sich um eine Eisenbahnbrücke entlang der 1855 eröffneten Stichbahn nach Blairgowrie. Die Strecke wurde 1965 aufgelassen und das Gleis ebenso wie der Viadukt abgetragen. Seine Pfeiler sind jedoch noch existent.